# Great Malvern

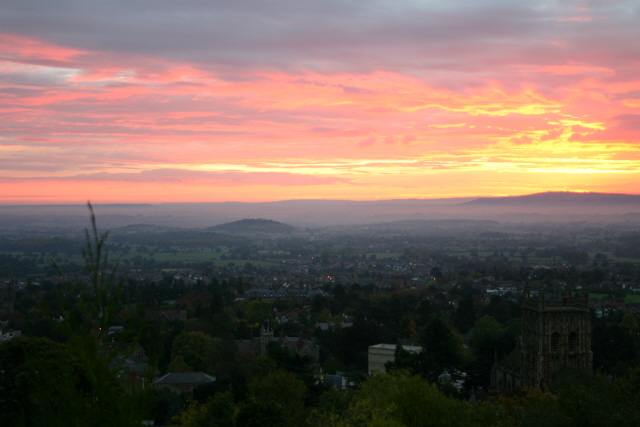
Vue sur Great Malvern au soleil couchant.

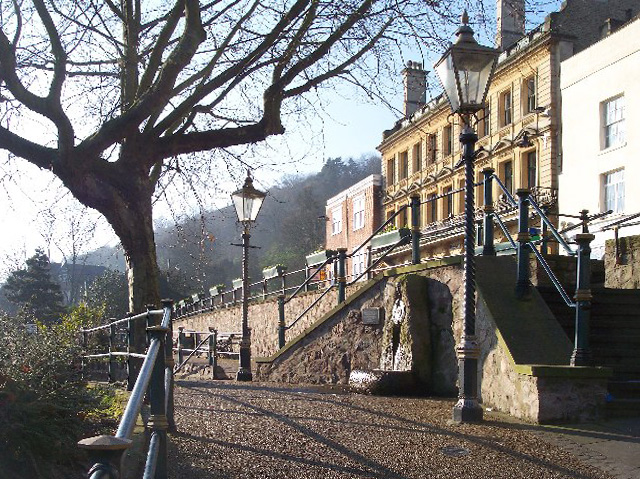
La fontaine Malvinha sur l'île de Belle Vue, non loin de la statue d'Elgar et de la fontaine Enigma.

Great Malvern [greɪt.mɔːlvən] est une station thermale du Worcestershire en Angleterre, située dans la région des collines Malvern (Malvern Hills).  
Great Malvern est la partie principale de Malvern, les autres parties étant Barnards Green, Little Malvern, Malvern Link, Malvern Wells, North Malvern, Colwall et West Malvern souvent dénommées The Malverns.

## Localisation
52° 06′ 42″ N, 2° 18′ 46″ O
Great Malvern se situe approximativement à 13 km au sud-ouest de la ville de Worcester, sur le flanc est des Collines Malvern. L'altitude de la ville est comprise entre 50 et 200 mètres. La rivière Severn s'écoule du nord au sud, à environ 6.4 kilomètres à l'est de la ville.

## Histoire
Great Malvern s'est développée autour d'un prieuré vers le XIe siècle, dont les vestiges forment le prieuré de Great Malvern, maintenant une grande église paroissiale.
La ville resta de petite taille jusque dans les années 1800, lorsque venir prendre des bains à Malvern devint à la mode. Vers le milieu du XIXe siècle, de nombreux hôtels et établissements de cure thermale virent le jour. L'eau de Malvern devint célèbre par le fait qu'elle ne contenait "rien du tout".
À la fin du XIXe siècle et au début du XXe siècle, de nombreuses écoles privées s'établirent dans la ville. Deux d'entre elles, du niveau secondaire existent toujours : une pour les garçons, The Boy's College, et une pour les filles, Malvern St James's.

## Personnalités
- John Lawrence (1844-1932), missionnaire, né à Great Malvern ;
- James Stewart Smith (1900-1987), administrateur colonial au Nigeria et au Cameroun méridional, est mort à Great Malvern.

### Géographie
- Town centre map
- Aerial view
- Early 20th-century photographs of the town

### Histoire et culture
- Great Malvern Priory
- Malvern festival
- Malvern Theatres
- Malvern Library

### Éducation
- Evesham and Malvern Hills College
- The Chase school
- Dyson Perrins school
- Malvern St James
- Malvern College

### Tourisme
- Three Counties site
- Royal Horticultural Society (responsible for the Spring Gardening Show)
- Tourism information

### Santé
- Malvern Hospital (NHS site)
- Hospital Bank site redevelopment (2001 newspaper article)

### Actualités
- Malvern Gazette Local Malvern weekly newspaper

- (en) Cet article est partiellement ou en totalité issu de l’article de Wikipédia en anglais intitulé « Great Malvern » (voir la liste des auteurs).